# George Vane-Tempest
George Henry Robert Charles William Vane-Tempest (26 kwietnia 1821 - 6 listopada 1884), brytyjski arystokrata i przedsiębiorca, młodszy syn Charlesa Vane'a, 3. markiza Londonderry i lady Frances Vane-Tempest, córki Henry'ego Vane-Tempesta, 2. baroneta. 3 sierpnia 1846 r. poślubił Mary Cornelię Edwards (1831 - 19 września 1906), córkę sir Johna Edwardsa, 1. baroneta. George i Mary mieli razem trzech synów i trzy córki:
- Charles Stewart Vane-Tempest-Stewart (16 lipca 1852 - 8 lutego 1915), 6. markiz Londonderry
- Henry John Vane-Tempest (1 lipca 1854 - 28 stycznia 1905)
- Herbert Lionel Henry Vane-Tempest (6 lipca 1862 - 26 stycznia 1921), zginął w katastrofie kolejowej w Abermule
- Frances Cornelia Harriett Vane-Tempest (zm. 2 marca 1872)
- Alexandrina Louise Maud Vane-Tempest (8 listopada 1863 - 31 lipca 1945), żona Wentwortha Beaumonta, 1. wicehrabiego Allendale, miała dzieci
- Avarina Mary Vane-Tempest (ur. i zm. 26 czerwca 1873)

Po ślubie George zamieszkał w Plas Machynlleth w walijskich posiadłościach swojego teścia, które obejmowały także kopalnie łupków niedaleko Corris. George był jednym z promotorów utworzenia na swoich posiadłościach linii kolejowej, która ułatwiłaby handel wydobytymi łupkami. Wszedł w skład zarządu Kolei Kambryjskich, w późniejszym czasie zostając ich prezesem.
W 1847 r. został wybrany do Izby Gmin z okręgu North Durham. Zasiadał tam do 1854 r., kiedy to po śmierci ojca odziedziczył tytuł hrabiego Vane i zasiadł w Izbie Lordów. Po śmierci swojego przyrodniego brata, Fredericka, odziedziczył tytuł markiza Londonderry. W latach 1880–1884 był Lordem Namiestnikiem Durham. Został odznaczony Orderem Świętego Patryka.
Lord Londonderry zmarł w 1884 r. Jego najstarszy syn i dziedzic tytułów opuścił Plas i udał się irlandzkich posiadłości rodziny. Młodszy syn, lord Herbert, przejął kierowanie Kolejami Kambryjskimi. Zginął w katastrofie kolejowej w 1921 r. Po II wojnie światowej rodzina opuściła Plas.